# 260 aC
El 260 aC va ser un any del calendari romà prejulià. Durant la República i l'Imperi Romà, era conegut com a any del consolat d'Escipió i Duïl·li (o també any 494 ab urbe condita). L'ús del nom «260 aC» per referir-se a aquest any es remunta a l'alta edat mitjana, quan el sistema Anno Domini va ser el mètode de numeració dels anys més comú a Europa.

## Esdeveniments

### Antic Egipte
- Cal·límac de Cirene, poeta i gramàtic il·lustrat, és nomenat bibliotecari en cap de la Biblioteca d'Alexandria, com a successor de Zenòdot. És l'autor d'una obra anomenada Πίνακες (Pinakes = ‘taules’, ‘llistes’), una llista de biografies dels autors dels llibres que es guardaven a la biblioteca d'Alexandria.[2]

### Antiga Roma
- Aquest any són elegits cònsols Gneu Corneli Escipió Asina i Gai Duïl·li.[3]
- Gai Duïl·li, davant dels atacs dels cartaginesos al quart any de la Primera Guerra Púnica, va construir una flota d'un centenar de quinquerrems i unes vint trirrems, prenent per model una nau cartaginesa varada a la costa. La quantitat de naus construïdes varia segons els autors: Orosi[4] diu que eren 130 naus, i Florus[5] parla de 160. Segons Joan Zonaràs[6] i Sext Aureli Víctor,[7] s'haurien construït en només seixanta dies. Gai Duïl·li en té el comandament, o segons Polibi,[8] les mana el seu col·lega Escipió. Polibi diu que Escipió va cap a Messana amb 17 naus i després es desvia cap a Lípara, on cau presoner dels cartaginesos. Per aquest fet rep el malnom d'Asina ('ase'). La resta de la flota va a Sicília, i li surt al pas Hanníbal Giscó, l'almirall cartaginès, amb cinquanta naus. Els romans el derroten i fuig després de perdre moltes embarcacions. En aquell moment, segons Polibi, el comandament de la flota es dona a Duïl·li, que fins llavors tenia el comandament a terra.[9]
- A Sicília l'avenç romà continua en direcció oest des d'Acragant i socorre les assetjades ciutats de Segesta i Macel·la, que havien pres partit pels romans, i sofrien els atacs dels cartaginesos. La victòria cartaginesa és d'abast limitat, perquè el gruix de la flota romana segueix navegant per les aigües de la rodalia. Refiat de la superioritat naval cartaginesa, Hanníbal desplega les naus formant una línia llarga per a la batalla de Miles. Els romans derroten els cartaginesos gràcies a l'ús de tàctiques de lluita terrestre aplicades a l'estratègia naval (l'ús de ganxos i el pont d'assalt del corb, que permeten emprar infanteria embarcada com a tropes de xoc per assaltar els vaixells enemics). Al nord de l'illa, els romans avancen cap a Termes, però són vençuts pels cartaginesos.[10]

### Antiga Xina
- A la batalla de Changping, l'exèrcit de l'estat de Qin derrota el de Zhao i estableix la seva superioritat sobre tots els altres estats xinesos en l'època dels regnes combatents. La batalla, amb les forces de Zhao encapçalades per Lian Po i Zhao Kuo, i les de Qin per Wang He i Bai Qi, té lloc a la rodalia de la moderna ciutat de Gaoping a la província de Shanxi. Centenars de milers de soldats hi van perdre la vida, en el que es considera la batalla més sagnant de la història. Una gran part de les baixes de Zhao van ser causades per execucions un cop acabada la lluita.[11]

## Necrològiques
- Filòcor, endeví i escriptor atenenc (data aproximada). L'enciclopèdia Suïdas diu que va ser executat per ordre d'un Antígon (Antígon II Gònatas) acusat de ser favorable als Ptolemeus.[12]